# Molens in Leiden

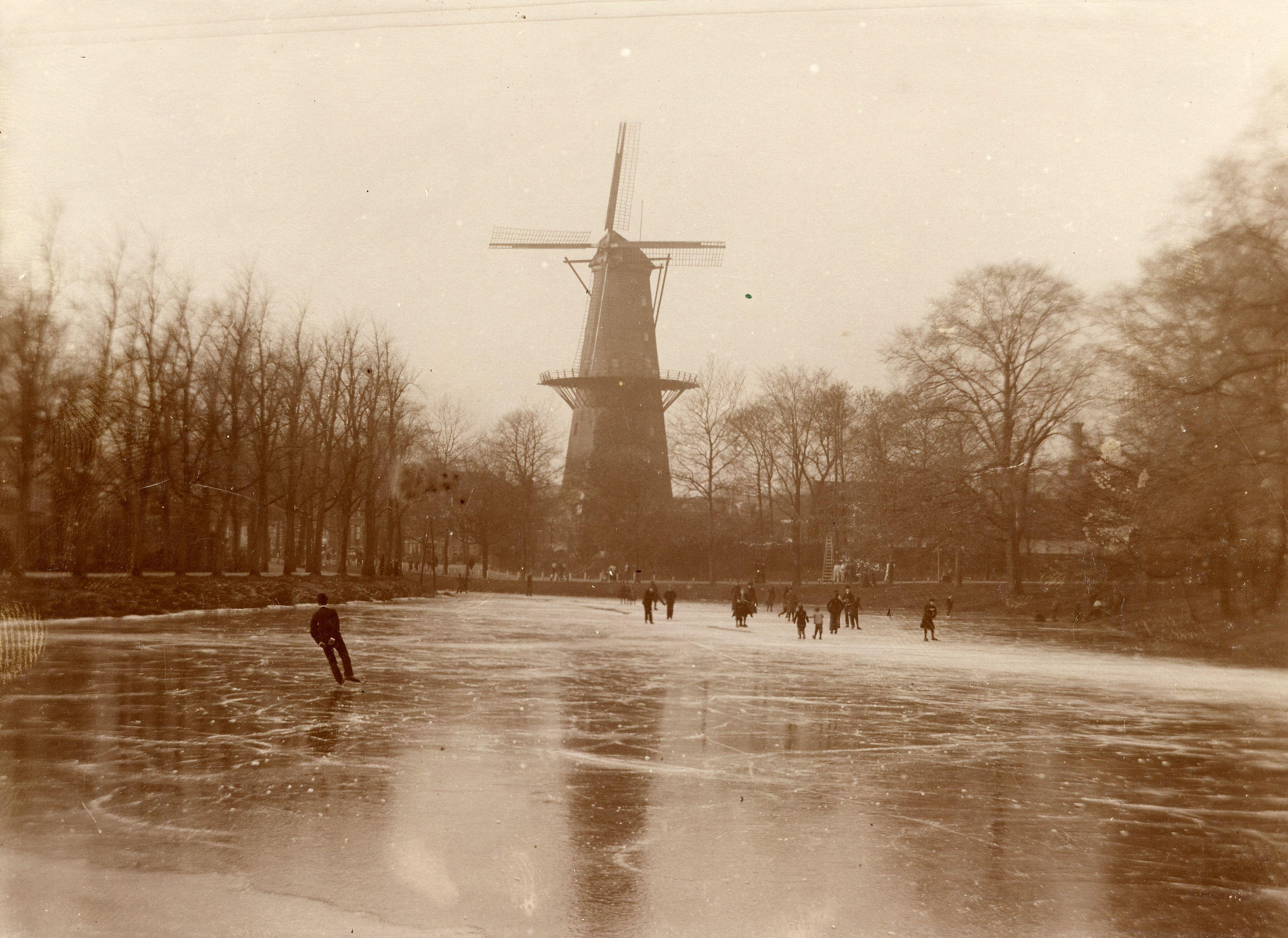
Een van de verdwenen molens: De Oranjeboom

Er zijn nog negen molens in de Nederlandse stad Leiden, waaronder twee korenmolens, twee (hout)zaagmolens en vijf poldermolens. Op een na (de Rodenburgermolen) zijn alle molens nog in werkende staat.

## Stadsmolens versus buitenmolens
Op de wallen die ter verdediging waren aangelegd aan de binnenzijde van de stadssingels van Leiden stonden in totaal ruim 30 walmolens, ook wel stadsmolens geheten. Alleen molen De Valk en de herbouwde molen De Put zijn nog aanwezig. De Leidse Stadsmolen is geen stadsmolen, maar genoemd naar de Stadspolder.
Buiten de stadssingels - de voormalige stadsgrenzen - kende Leiden in totaal zo'n 15 (buiten)molens. Hiervan zijn er nog zeven aanwezig.

## Molentypes
Leiden heeft nog molens van vier van de vijf molentypes: de standerdmolen, de wipmolen, de achtkante molen en de ronde stenen molen. Alleen de paltrokmolen ontbreekt. Die is wel aanwezig geweest in de vorm van de molen Het Zwarte Schaap aan de Stinksloot.

## Publicatie
- A. Bicker Caarten: Molenleven in Rijnland, Bijdrage tot de kennis van het volksleven in de streek rondom Leiden. Arnhem, Gysbers & Van Loon, 1979. ISBN 9062350232 (Herdruk van de oorspr. uitg. Leiden (Sijthoff), 1946)